# Paracenobiopelma
Paracenobiopelma is een geslacht van spinnen uit de familie Barychelidae.

## Soorten
Het geslacht kent de volgende soort:
- Paracenobiopelma gerecormophilum Feio, 1952